# Головань Микола Микитович
Микола Микитович Голова́нь (9 січня 1943 р, Одеса — 1 лютого 2022 р, Луцьк) — український скульптор і графік, автор оздоблення Будинку Голованя та численних скульптур, розташованих у Луцьку.

## Біографія
Микола Головань народився 9 січня 1943 року на Одещині (іноді місцем народження вказують село Теремне біля Луцька). Батько скульптура — Микита Леонтійович, працював столяром. Мати скульптура — Юзефа Вільгельмівна, була полькою та працювала кравчинею. Коли Миколі виповнилося 3 роки, сім'я переїхала на Волинь у місто Луцьк, в Теремне, де ходив до школи. Він і його батьки були таємно охрещені. Батьки хотіли, аби їхній син став художником, тому він відвідував луцький Будинок піонерів (нині — Палац учнівської молоді), де його вчителем був Петро Синзюк. Це спонукало Голованя вчитися в Львівському мистецькому училищі імені Івана Труша, куди він вступив у 1960 році. Вивчав деревообробку, кераміку, і тільки на третьому курсі зайнявся скульптурою. Також займався спортом: боротьбою, важкою атлетикою.
Після закінчення навчання в 1965 році повернувся до Луцька, де в батьківському обійсті, розташованому в районі Теремного, створив перші авторські скульптури, влаштував там дворовий вернісаж. Наприкінці 1960-х працював скульптором у Художньо-виробничу майстерню Художнього фонду УРСР, де пропрацював 8 років. У 1971 році відкрив свою першу персональну виставку графіки та скульптури, що відбулася в кінотеатрі «Промінь». Виставка була успішною. Того ж року він познайомився з майбутньою дружиною Тамарою. У шлюбі народилося двоє дітей — син Микола та донька Наталя. Батько Миколи Голованя в той час хворів і не міг ходити, помер у 1974 році.
Друга виставка відбулася в 1976 році. Скульптор працював на художньому комбінаті, створив серію скульптур для Парку Лесі Українки в Луцьку, а також багато пам'ятних знаків і надгробків. Він був знайомий з луцькими митцями, такими як Кость Шишко, Олександр Валета. Попри загалом схвальні відгуки критиків, у 1978—1979 роках скульптури Голованя також критикували за релігійні мотиви та оголені зображення. Борис Ревенко зняв про нього фільм.
Коли батькову хату знесли в 1980 році, Головань отримав квартиру в «хрущовці», а потім ділянку на березі річки Стир, де став будувати власний будинок за проєктом Ростислава Метельницького. Будинок проте не був приватизований.
Періодично протягом 6-и років у 90-і працював із сином у Москві та в Вірменії. Обоє брали участь у конкурсах «Рік Дракона», «Рік байкаря Крилова». У 2005 році його син, коваль, помер через інфаркт.
Двічі балотувався в Європейську партію України. У 2016 р. отримав нагороду «Почесний громадянин міста Луцька».
Попри погіршення здоров'я, продовжував працювати над своїм будинком, відмовляючись від замовлень. Помер 1 лютого 2022 року, від хвороби серця в одній з лікарень Луцька.
У майбутньому, за словами мера Ігоря Поліщука, у Луцьку буде створено сквер скульптур Миколи Голованя по вул. Драгоманова, де сьогодні розмішена частина його робіт.

## Сім'я
Був одружений з Тамарою Головань (з 1971 р.). У шлюбі народилося двоє дітей — син (Микола) та донька (Наталка). Діти пішли слідами батька і пов'язали своє життя з мистецтвом та творчістю. Син був ковалем, донька стала дизайнером та кераміком.
Син був ковалем та скульптором, багато малював, любив музику: грав хардрок, писав вірші. Допомагав батьку у розбудові та облаштуванні «Луцького будинку з химерами» або як висловлювався сам скульптор «вернісажу». Його авторству належить одна зі стін скульптурного ансамблю. За своє коротке життя він залишив багато робіт.
Після смерті у 2005 р., Микола Микитович присвятив роботу всього свого життя саме йому. Також у Старому місті розміщено постійну виставку, яка присвячена пам'яті сина.
Найкращою роботою скульптура, на думку самого автора, є барельєф із зображенням усіх членів родини Миколи Голованя: зліва діти, справа дружина, а він — посередині, як митець, Атлант, який тримає все на собі.

## Творчість

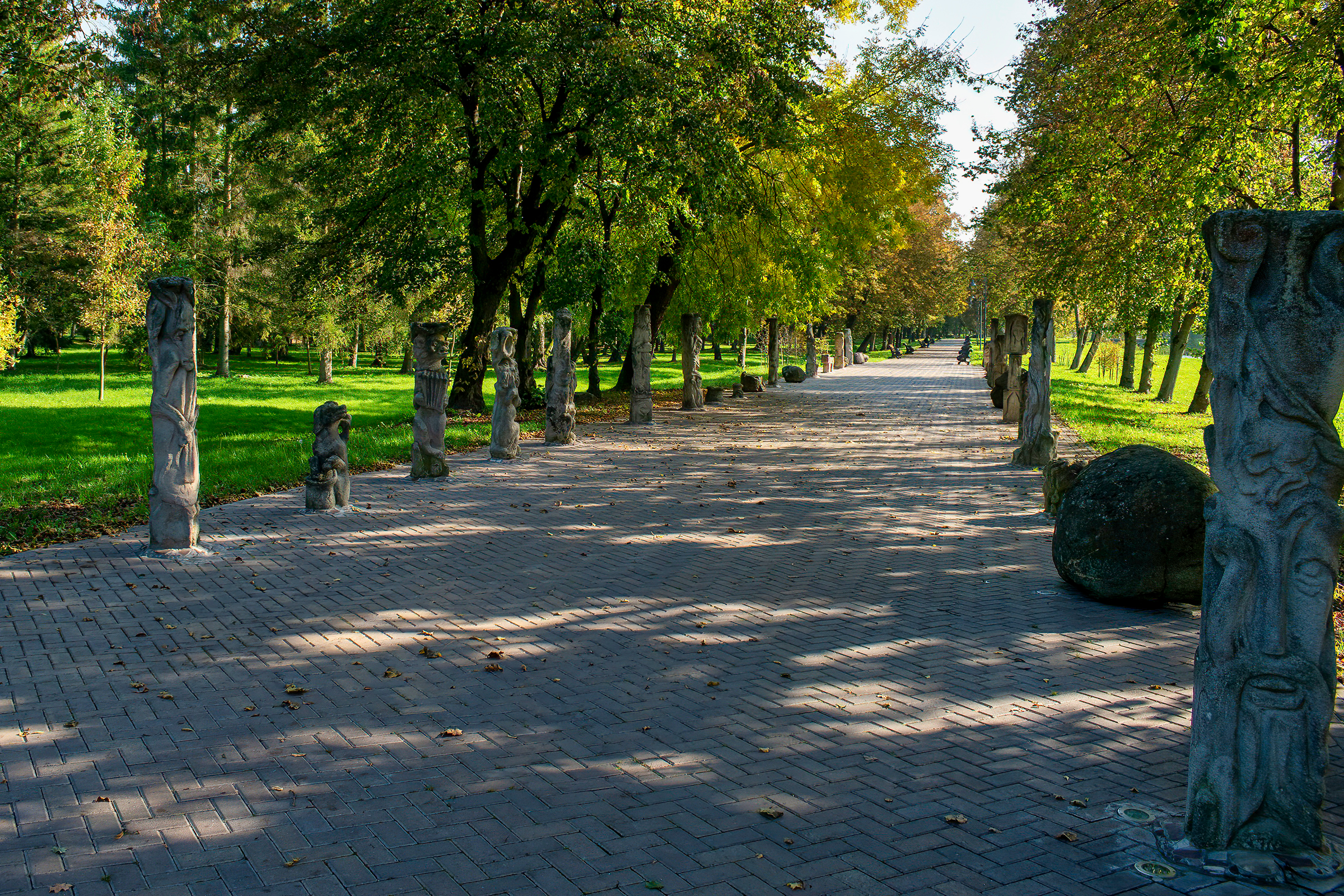
Алея скульптур Миколи Голованя в центральному парку Луцька

У 1971 році відкрив першу персональну виставку у кінотеатрі «Промінь»: скульптура, живопис, графіка. У 1976 р. тут же було проведено нову виставку.
Працював скульптором 8 років у Художньому фонді України та 22 роки — в художньому комбінаті. 1999—2004 рр. Разом з сином працював скульптором в Москві та Вірменії.
Брав участь в скульптурних пленерах у м. Луцьку «Пам'ять крізь віки» (2001) та садово-паркової культури у Франції (2002).
Руками Миколи Голованя виготовлено композиції для Луцького міського парку культури та відпочинку імені Лесі Українки, елементи дитячого містечка «Чудо», пам'ятний знак на місці захоронення розстріляних в'язнів у місті Луцьку, пам'ятники загиблим воїнам-афганцям в с. Линів Локачинського району Волинської області, пам'ятний хрест в Національному історико-меморіальному заповіднику «Поле Берестецької битви».
Дім Голованя входить до топ-5 екстравагантних будівель України.
Жанр, у якому працював, сам Микола Головань визначав як «кіч Голованя». Митцеві присвячена книга «З вами буде говорити скульптор» (2019) Володимира Павліка.

## Нагороди
За вагомий внесок у розвиток естетичного і високохудожнього середовища в місті Луцьку, а також популяризацію образотворчого мистецтва скульптору Миколі Голованю рішенням Луцької міської ради від 27 липня 2016 присвоєно звання «Почесний громадянин міста Луцька».

## Вшанування пам'яті
На вулиці Братковського в Луцьку в березні 2023 року відкрито мурал із зображенням Миколи Голованя. Зображення виконав луцький художник Юрій Чайка.
Наприкінці 2023 року в Нью-Йорку видано книгу-казку «Майже казкові оповідки про скульптора» Володимира Павліка з ілюстраціями Миколи Волошина. Книга двомовна, з українським та англійським текстами.